# Покровська церква (Піддубці)

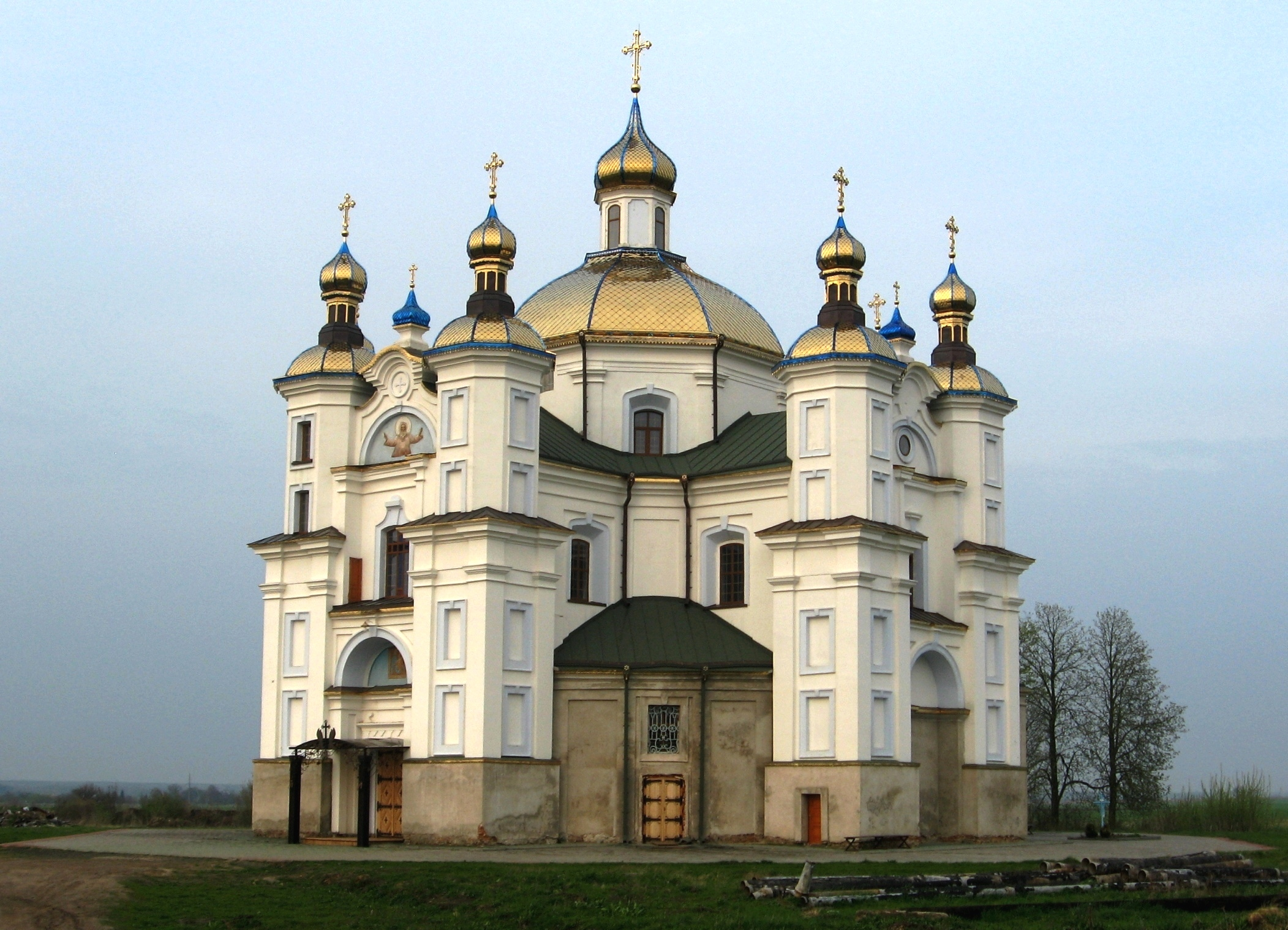
Покровська церква

Покровська церква - головна архітектурна пам'ятка с. Піддубці Луцького району Волинської області,древня діюча церква XVIII століття, віднесена до національного культурного надбання.

## Історія
Приблизно з середини XVI ст. в селі Піддубці луцькі монахи заснували монашеський скит.  Іноки збудували тут дерев’яний храм Божий ім’я Різдва Пресвятої Богородиці та чернечі будівлі. Тоді ж у церкву внесли чудотворну ікону Божої Матері, яка впродовж віків славилася своїми відпустами і зціленнями.
Видатний архітектор XVІІІ ст. єзуїт Павло Ґіжицький на кошти Людвіги Гонорати, що була дружиною київського воєводи Станіслава Любомирського, власника Дубна і Рівного, на місці дерев'яної церкви збудував мурований православний храм Різдва Пресвятої Богородиці, який спочатку був греко-католицьким: у церкві грав орган, співав чудовий хор і грав відомий на всю область духовий оркестр. Князь Михайло Радзивил у 1745 р. здійснив розкішне декорування храму.
З 1868 р. церква отримала нову назву: Покрови Пресвятої Богородиці (Піддубці, Луцький район), з цього часу розпочав правити богослужіння православний священик Іван Берегович, що народився на Волині і закінчив духовне училище в Мильцях, а згодом – і Волинську духовну семінарію. За історичними джерелами, у 1891 р. у квітні цей храм відвідала Леся Українка. На початку XX ст. церкву відремонтували, про що йдеться в описі 1911 р.
В роки Першої світової війни на деякий час з будівлі вивезли чудотворну ікону Богородиці до Києва, яку згодом повернули. Під час Другої світової війни у церкву потрапив снаряд, але він не розірвався – це було справжнє диво. Однак, після закінчення війни церква почала поступово руйнуватися.
Згодом, церкву реставрують за кошти держави, але вона втрачає первісну автентичність.

## Архітектура

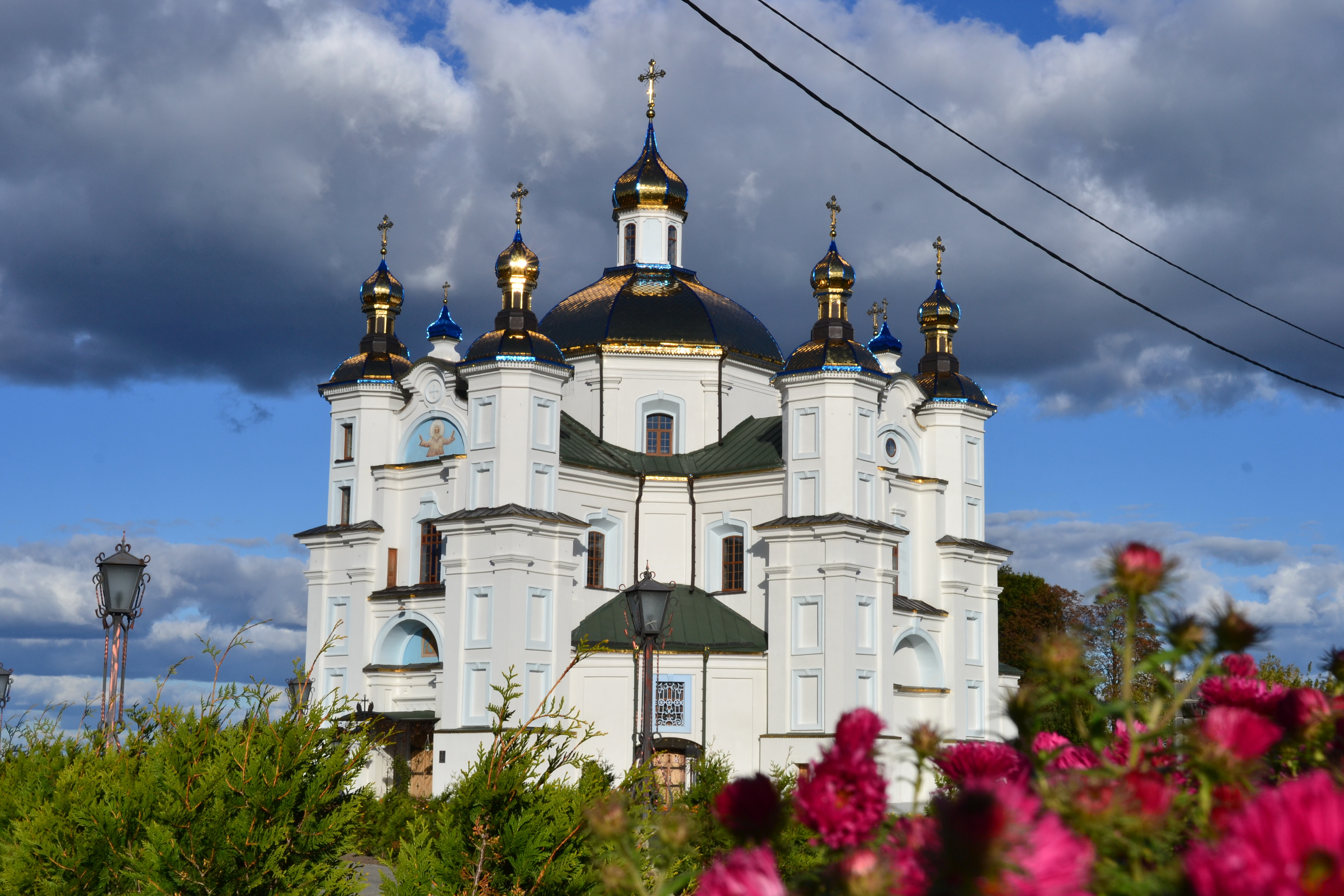
Храм

Церква є пам’яткою пізнього бароко, з чітко вираженими ордерними деталями(перехід до класицизму). Храм складний, незвичний, торець рамен увінчують дві триярусні вежі. Великий восьмигранний верх спирається на масивні пілони. Увінчує це все велика барокова баня з декоративним ліхтариком. Поряд — маленькі вісім бань на бічних вежах. Архітектору Ґіжицькому приписують також проект храмового вівтаря, оздобленого колонами.